# Totalverlust (Hörspiel)
Totalverlust ist ein Kriminalhörspiel aus der Reihe des Radio-Tatorts. Die Textvorlage stammt von Matthias Wittekindt, der hier zum vierten Mal das bereits von seinem Vorgänger Frank Göhre für den Norddeutschen Rundfunk gestaltete Hamburger Ermittlerduo Kriminalhauptkommissarin Bettina Breuer und des verdeckten Ermittlers Jac Garthmann in seinem Skript fortführt. Totalverlust wurde zum ersten Mal am 16. April 2011 ausgestrahlt. Neben den Hauptdarstellern traten mit Christiane Paul, Leslie Malton, Gerd Baltus, Kai Maertens und Konstantin Graudus weitere namhafter Sprecher auf.
Der vorliegende 40. Fall der Gesamtreihe und sechste Fall des Hamburger Tatorts dreht sich in erster Linie um die Machenschaften einer kriminellen Kapitalanlagefirma in Lübeck, einen „kreativen“ Kunsthandel, russische Musikproduzenten, die sich auf Talentshows für Osteuropäerinnen spezialisiert haben und Geldwäsche.

## Inhalt
Kriminalhauptkommissarin Bettina Breuer vom LKA Hamburg und ihre Kollegin Ingrid Keller von der Polizei Lübeck hatten gleich einen Verdacht: In den Räumlichkeiten von ARTRANS, vordergründig für internationalen Kunsthandel zuständig, wird ein Drogenabhängiger tot mit Herzdurchschuss aufgefunden. Da er in deutlichem Widerspruch zu seiner eventuellen Beschaffungskriminalität einen teuren Anzug für 1500 Euro trug, sehen beide Polizistinnen in dem Opfer einen Strohmann. So vermuten sie mehrfach eine Verbindung von ARTTRANS, der kriminellen Kapitalanlagefirma, nach Osteuropa. Außerdem stammt nach den ballistischen Untersuchungen der Spurensicherung die Tatwaffe, eine Tokarew TT-33-Pistole, aus dem „Großen Vaterländischen Krieg“ der einstigen Sowjetunion. Ein weiterer auffälliger Fund der Spurensicherung bringt das Ermittlerteam auf eine zusätzliche Spur. In den Räumen von ARTTRANS findet es eine wertvolle Zeichnung, deren Künstlerin üblicherweise von einer Lübecker Galerie vertreten wird. Die Zeichnung wurde von einem Russen veräußert, der seinen Lebensunterhalt eigentlich als Musikproduzent und Talentscout in der Musikbranche bestreitet. Folglich soll V-Mann Jac Garthmann als verdeckter Ermittler bei einer Castingshow gegen den Russen Hinweise oder gar Beweise erbringen.
Die kühl-pragmatische Karrierepolizistin Breuer und der intuitive Seiteneinsteiger Garthmann, dessen Konzertaktivitäten als Pianist und Alleinunterhalter seine Ermittlungsarbeit verschleiern, werden mehrfach kollidieren, da sich Breuer stets fragt, warum man ihr diesen Amateur beigeordnet hat. Aber Garthmanns Beobachtungsgabe und moralisches Gespür werden ihr mehrfach die beste Richtung vorgeben.

## Hintergrund
Nach dem ersten Teil der Hamburger Tatortreihe, Schmutzige Wäsche, dessen Geschichte und Figuren der Schriftsteller Frank Göhre gestaltete, übernahm hier zum fünften Mal Matthias Wittekindt die Vorlage. Im Folgenden wurde die Reihe des Hamburger Radio-Tatorts neben Wittekindt (Tod eines Tauchers, Die gelben Laster, Störtebekers Rache, Totalverlust, Die blaue Jacht) von Elisabeth Herrmann (Schlick, Versunkene Gräber, Chicken Highway) gestaltet.
Martin Reinke wurde im Interview darauf angesprochen, dass er die Rolle des Jac Garthmann sehr „hamburgerisch“ angelegt hätte: „Das ist eine Art Liebeserklärung an meine Heimatstadt Hamburg. Ich bin ja Bühnenschauspieler und hatte leider nur einmal die Gelegenheit, auf der Bühne zu hamburgern. Und jetzt habe ich endlich mit Jac Garthmann das Glück, ihn sprachlich so zu färben.“

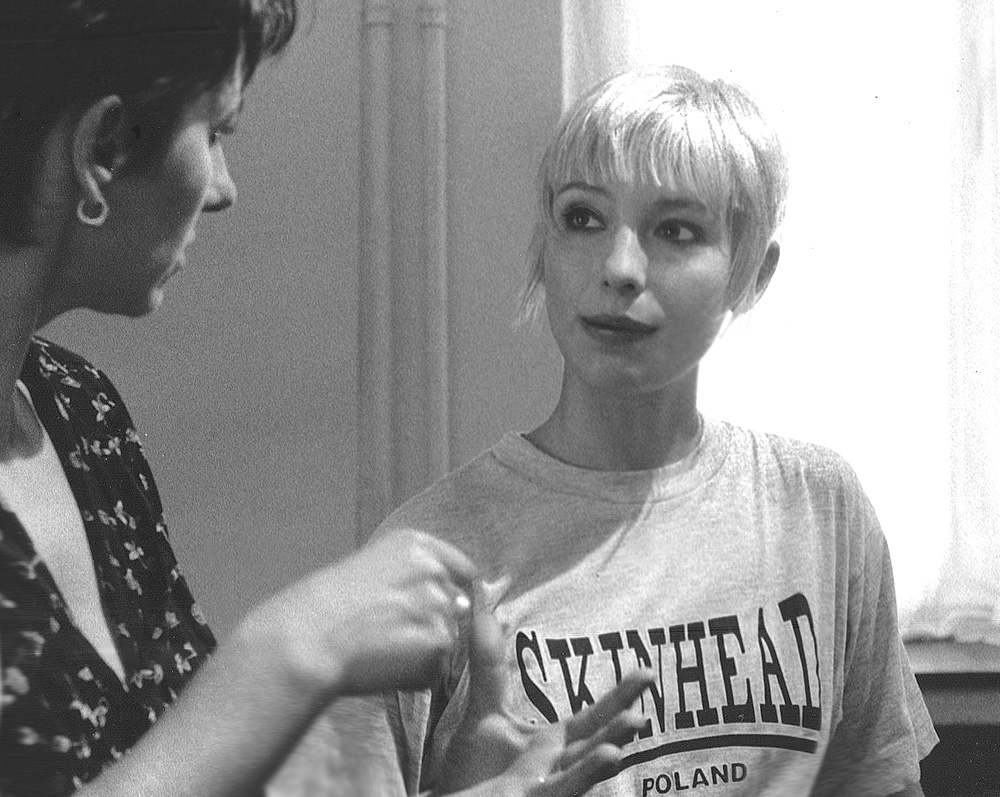
Sandra Borgmann, Sprecherin von Hauptkriminalkommissarin Bettina Breuer

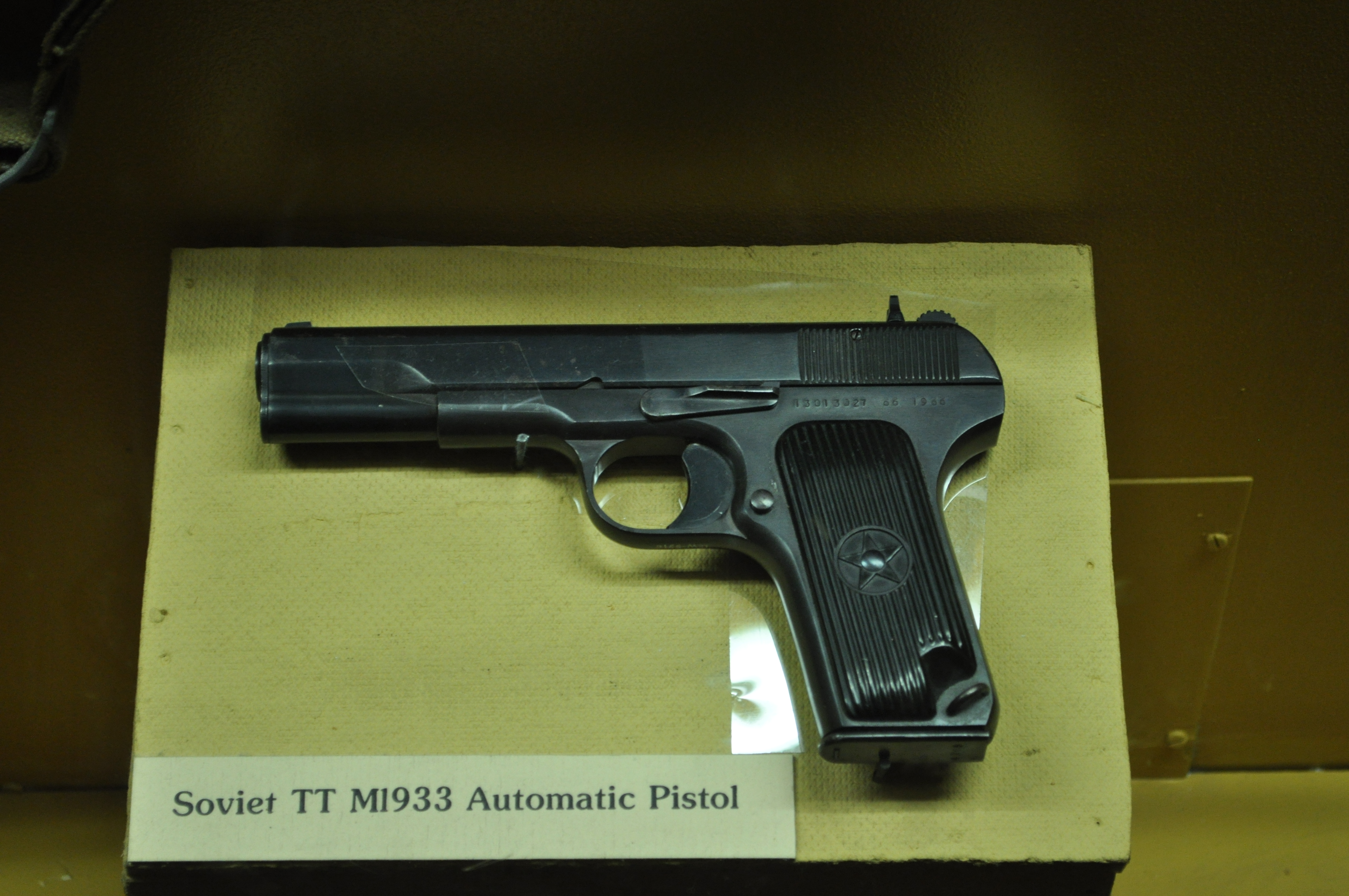
Tokarew TT-33, Tatwaffe im Fall des Kriminalhörspiels Totalverlust, Fort Lewis Military Museum, Fort Lewis, Washington, USA

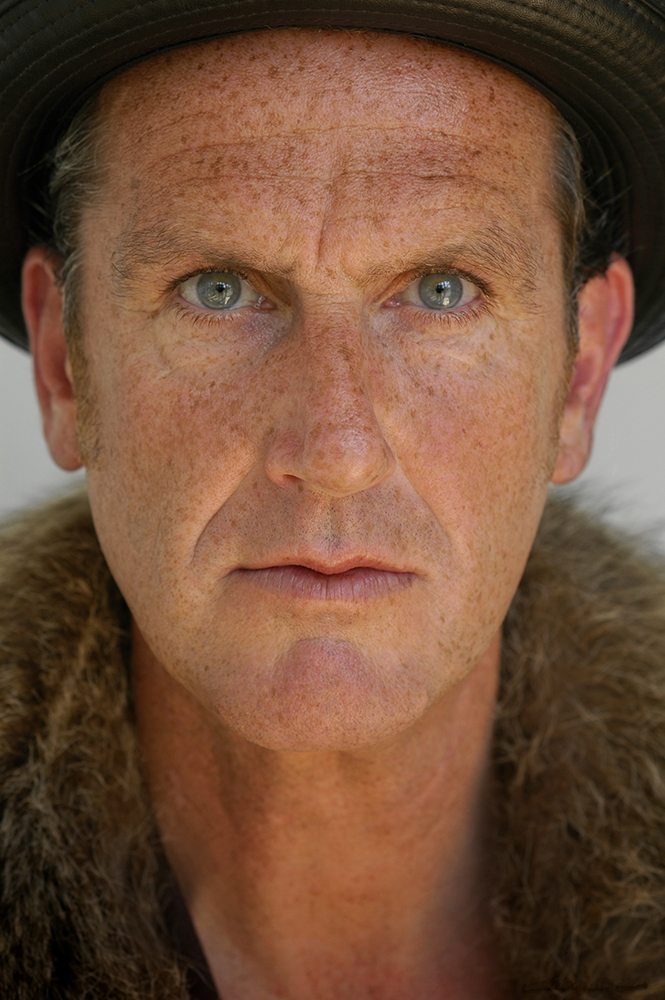
Kai Maertens, Sprecher des Herbert

Anders als in den meisten vorangegangenen Fällen geht diesmal die Einleitung nicht über die Figur des Jac Garthmann, obwohl ihm im weiteren Verlauf der Geschichte und Ermittlungen eine wichtige Rolle zukommt. Eine der Nebenrollen sprach Regisseur Stricker selbst.

## Rezension
- „Ein neuer Fall für das Ermittlerteam des NDR. – Bislang fiel der Rahmen ja meist etwas spröder aus, da die beiden Hauptfiguren meist etwas farblos blieben. Die Geschichten an sich waren in der Regel aber gar nicht so schlecht. Bei Totalverlust verschiebt sich das ein wenig. Der Plot ist sehr originell und mischt viele interessante Elemente. Auch wenn das im Fokus stehende Geschäftsmodell etwas merkwürdig anmutet und die Hinführung auf den Dunstkreis der Kunstgalerie sehr fadenscheinig ist, die entscheidende Motivlage, die sich darauf aufbaut, ist dann wiederum sehr schlüssig und gut konstruiert. Allerdings muss der Hörer hier mit sehr wachem Ohr dabei sein, denn bei den nicht immer einfach nachzuvollziehenden Zusammenhängen, kann man schon mal schnell den Faden verlieren. Auch die Figuren erhalten etwas Farbe. (…) Sehr gelungen ist die Umsetzung. Sven Stricker erzählt die Geschichte mit einigen Finessen. (…) Die Sprecher agieren sehr gut in ihren Rollen; gerade bei den Figuren mit Akzent macht sich die gut gewählte Besetzung bemerkbar. Die Sprachklischees bewegen sich so in einem adäquaten Rahmen, sodass die Figuren insgesamt sehr authentisch wirken. Ein hörenswerter Radiotatort, der vor allem in der Darstellung überzeugt. Der Fall an sich wirkt zunächst etwas konstruiert, die Motive passen aber am Ende wieder, so dass man dies auch gut verschmerzen kann.“[6]
- „In den Medien, in denen die Hinweise auf Rundfunksendungen, wenn überhaupt noch vorhanden, nur noch mit der Lupe gefunden werden konnten, wird der Hörfunk wieder wahrgenommen. Und die Kritiken – ganz gleich wie sie ausfallen – sie sind sogar ausführlich!“[7]